# 10 Anos (álbum de Banda Calypso)
10 Anos é o sexto álbum ao vivo e quinto de vídeo oficial do conjunto musical brasileiro Calypso, em comemoração aos seus dez anos de existência. Foi gravado no dia 6 de novembro de 2009, no Chevrolet Hall em Recife, Pernambuco, e lançado em 14 de março de 2010 pela Som Livre. Contou com as participações especiais de Raimundo Fagner, Bruno & Marrone, Maestro Spok e a banda cristã Voz da Verdade.
Foi lançado em DVD, com todas as 27 faixas, e dois CDs vendidos separadamente. A Associação Brasileira dos Produtores de Discos (ABPD) – atualmente Pro-Música Brasil (PMB) – condecorou a obra com certificado de platina pelas vendas do DVD – que se tornou um dos mais vendidos do ano no Brasil – e ouro para os dois volumes do CD duplo.

## Faixas
| DVD            |                                                                 |                                                                  |         |  |
| N.º            | Título                                                          | Compositor(es)                                                   | Duração |  |
| 1.             | "Abertura"                                                      | Joelma Mendes/Tovinho                                            | 2:40    |  |
| 2.             | "Xonou Xonou"                                                   | Edu Luppa/Marquinhos Maraial                                     | 4:04    |  |
| 3.             | "Isso é Calypso"                                                | Marquinhos Maraial/Edu Luppa                                     | 2:53    |  |
| 4.             | "Merengue Sensual"                                              | Kim Marques/ Edilson Morenno/Ronery                              | 3:10    |  |
| 5.             | "Chá de Maracujá"                                               | Isac Maraial/Luizinho Lino                                       | 3:24    |  |
| 6.             | "Pot-Pourri: Dançando Calypso/Mil e Uma Noites /Nenê"           | Carla Maués e Josiel Carvalho/Jomasan/Edu Luppa                  | 5:03    |  |
| 7.             | "Pot-Pourri: Ainda Te Amo/Anjo"                                 | Alberto Morenno/Louro Santos                                     | 3:49    |  |
| 8.             | "Estou a Fim"                                                   | Chrystian Lima/Ivo Lima/Wallace Lima                             | 3:33    |  |
| 9.             | "Sem Direção (part. Fagner)"                                    | Tivas/Edu Luppa/ Marquinhos Maraial/Luizinho Linho               | 4:02    |  |
| 10.            | "Eclipse Total"                                                 | Paulo Ricardo/Michael Sullivan                                   | 3:55    |  |
| 11.            | "Pot-Pourri: Maridos e Esposas/Como uma Virgem/Desfaz as Malas" | Chrystian Lima e Ivo Lima/Chrystian Lima e Ivo Lima/Brizola      | 5:51    |  |
| 12.            | "Pot-Pourri: Disse Adeus/Tic-Tac/Não Faz Sentido"               | Chimbinha e Tonny Brasil/Edu Luppa/Tonny Brasil                  | 5:45    |  |
| 13.            | "Um Novo Ser (part. Voz da Verdade)"                            | Marquinhos Maraial/Sivaldo                                       | 4:09    |  |
| 14.            | "Nem Sim, Nem Não (part. Bruno & Marrone)"                      | Bruno/Luiz Claudio/Giuliano                                      | 4:22    |  |
| 15.            | "Nossa História Acabou"                                         | Edu Luppa/Marquinhos Maraial                                     | 3:18    |  |
| 16.            | "Deixa Acontecer"                                               | Ronery                                                           | 2:48    |  |
| 17.            | "Vida Minha"                                                    | Edu Luppa/Marquinhos Maraial                                     | 3:01    |  |
| 18.            | "Pot-Pourri: Dudu/Cúmbia do Amor"                               | Tonny Brasil                                                     | 3:11    |  |
| 19.            | "Pot-Pourri: Louca Sedução/Não, Não"                            | Elias Muniz                                                      | 3:02    |  |
| 20.            | "Mais Uma Chance"                                               | Edilson Morenno/Glayse Dominguez                                 | 3:02    |  |
| 21.            | "Pout-Pourri: A Lua Me Traiu/Amor nas Estrelas/Tchau pra Você"  | Beto Caju e Jairon Neves/Edilson Moreno/Edu Luppa e Beto Caju    | 5:16    |  |
| 22.            | "Pot-Pourri: Chamo por Você/Pra Te Esquecer/Pra Me Conquistar"  | Alberto Morreno/ Batista Lima/Edilson Morreno e Glayse Dominguez | 4:44    |  |
| 23.            | "Pot-Pourri: Temporal/Acelerou"                                 | Brizola/Edu Luppa/Beto Caju                                      | 3:48    |  |
| 24.            | "Frevo Mulher (part. Maestro Spok)"                             | Zé Ramalho                                                       | 7:37    |  |
| Duração total: | Duração total:                                                  | Duração total:                                                   | 1:39:23 |  |

| Extras Do DVD: |                                                                |                                                                              |         |  |
| N.º            | Título                                                         | Compositor(es)                                                               | Duração |  |
| 1.             | "Paixão Machucada/Amor Sem Fim/Minha Estrela (Bônus)" (Medley) | Alexandre/Jeferson Andrade Beto Caju/Jairon Neves Isac Maraial/Luizinho Lino | 9:58    |  |
| 2.             | "Making Of"                                                    |                                                                              |         |  |

### Faixas CD Duplo
| CD 1           |                                                                 |                                                             |         |  |
| N.º            | Título                                                          | Compositor(es)                                              | Duração |  |
| 1.             | "Xonou Xonou"                                                   | Edu Luppa/Marquinhos Maraial                                | 4:04    |  |
| 2.             | "Isso é Calypso"                                                | Marquinhos Maraial/Edu Luppa                                | 2:53    |  |
| 3.             | "Merengue Sensual"                                              | Kim Marques/Edilson Morenno/Ronery                          | 3:10    |  |
| 4.             | "Chá de Maracujá"                                               | Isac Maraial/Luizinho Lino                                  | 3:24    |  |
| 5.             | "Pot-Pourri: Dançando Calypso/Mil e Uma Noites/Nenê"            | Carla Maués/Josiel Carvalho/Jomasan/Edu Luppa               | 5:03    |  |
| 6.             | "Pot-Pourri: Ainda Te Amo/Anjo"                                 | Alberto Morenno/Louro Santos                                | 3:49    |  |
| 7.             | "Estou a Fim"                                                   | Chrystian Lima /Ivo Lima/Wallace Lima                       | 3:33    |  |
| 8.             | "Sem Direção (part. Fagner)"                                    |                                                             | 4:02    |  |
| 9.             | "Eclipse Total"                                                 | Paulo Ricardo/Michael Sullivan                              | 3:55    |  |
| 10.            | "Pot-Pourri: Maridos e Esposas/Como uma Virgem/Desfaz as Malas" | Chrystian Lima e Ivo Lima/Chrystian Lima e Ivo Lima/Brizola |         |  |
| 11.            | "Pot-Pourri: Disse Adeus/Tic Tac/Não Faz Sentido"               | Chimbinha e Tonny Brasil/Edu Luppa/Tonny Brasil             | 5:45    |  |
| 12.            | "Um Novo Ser (part. Voz da Verdade)"                            | Marquinhos Maraial/Sivaldo                                  | 4:09    |  |
| Duração total: | Duração total:                                                  | Duração total:                                              | 49:40   |  |

| CD 2 |                                                                |                                                               |         |  |
| N.º  | Título                                                         | Compositor(es)                                                | Duração |  |
| 1.   | "Nem Sim, Nem Não (part. Bruno & Marrone)"                     | Bruno/Luiz Claudio/Giuliano                                   | 4:22    |  |
| 2.   | "Nossa História Acabou"                                        | Edu Luppa/Marquinhos Maraial                                  | 3:18    |  |
| 3.   | "Deixa Acontecer"                                              | Ronery                                                        | 2:48    |  |
| 4.   | "Vida Minha"                                                   | Edu Luppa/Marquinhos Maraial                                  | 3:01    |  |
| 5.   | "Pot-Pourri: Dudu/Cúmbia do Amor"                              | Tonny Brasil                                                  | 3:11    |  |
| 6.   | "Pot-Pourri: Louca Sedução/Não, Não"                           | Elias Muniz                                                   | 3:02    |  |
| 7.   | "Paixão Machucada"                                             | Alexandre/Jeferson Andrade                                    | 2:53    |  |
| 8.   | "Amor Sem Fim"                                                 | Beto Caju/Jairon Neves                                        | 3:19    |  |
| 9.   | "Minha Estrela"                                                | Isac Maraial/Luizinho Lino                                    | 3:38    |  |
| 10.  | "Mais Uma Chance"                                              | Edilson Morenno/Glayse Dominguez                              | 3:02    |  |
| 11.  | "Pot-Pourri: A Lua Me Traiu/Amor nas Estrelas/Tchau pra Você"  | Beto Caju e Jairon Neves/Edilson Moreno/Edu Luppa e Beto Caju | 5:16    |  |
| 12.  | "Pot-Pourri: Chamo por Você/Pra Te Esquecer/Pra Me Conquistar" | Alberto Morreno/Batista Lima/Edilson Morreno/Glayse Dominguez | 4:44    |  |
| 13.  | "Pot-Pourri: Temporal/Acelerou"                                | Brizola/Edu Luppa/Beto Caju                                   | 3:48    |  |
| 14.  | "Frevo Mulher (part. Maestro Spok)"                            | Zé Ramalho                                                    | 7:37    |  |

## Certificações
| País / Certificadora       | Certificação |      |
| CD 1                       | CD 1         | CD 1 |
| -------------------------- | ------------ | ---- |
| Brasil (Pro-Música Brasil) | Ouro         |      |
| CD 2                       |              |      |
| Brasil (Pro-Música Brasil) | Ouro         |      |
| DVD                        |              |      |
| Brasil (Pro-Música Brasil) | Platina      |      |